# Astronomie extragalactică

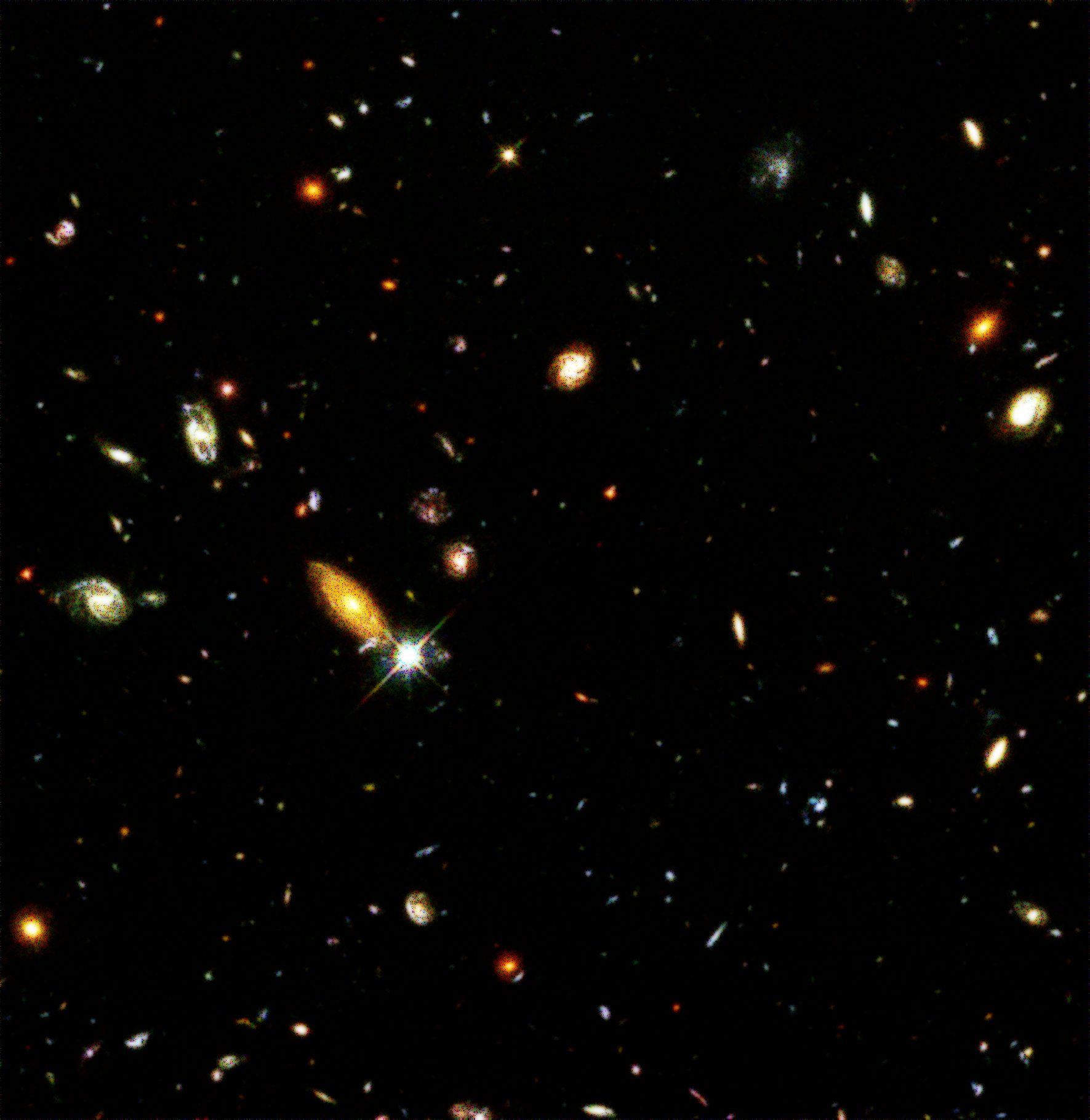
Galaxii

Astronomia extragalactică este o ramură a astronomiei care se ocupă cu studiul obiectelor cosmice din afara galaxiei noastre. În general se ocupă cu studiul altor galaxii. Cu alte cuvinte este o ramură a astronomiei care se ocupă cu studiul obiectelor cerești altele decât cele cu care se ocupă astronomia galactică.
Obiectele studiate pot fi:
- galaxii (altele față de Galaxia noastră)
- quasari
- radiogalaxii
- stele intergalactice
- supernove
- praf intergalactic
- aglomerații de galaxii
- planete extragalactice
- etc